# Brenda Phillips
Brenda Joan Phillips (18 de enero de 1958) es una exjugadora zimbabuense de hockey sobre césped.

## Trayectoria
Phillips representó a la selección de Zimbabue en los Juegos Olímpicos de Moscú 1980. El seleccionado africano disputó la cita olímpica, debido al boicot que realizaron varios países a la competencia y a la invitación para participar en el torneo. En el certamen ganó la primera y única medalla de oro de la selección zimbabuense.